# Ruta Estatal de California 72
La Ruta Estatal de California 72, y abreviada SR 72 (en inglés: California State Route 72) es una carretera estatal estadounidense ubicada en el estado de California. La carretera inicia en el Sur desde la  SR 39     en La Habra hacia el Norte en la Downey Road en el Este de Los Ángeles. La carretera tiene una longitud de 25,6 km (15.9 mi).

## Mantenimiento
Al igual que las autopistas interestatales, y las rutas federales y el resto de carreteras estatales, la Ruta Estatal de California 72 es administrada y mantenida por el Departamento de Transporte de California por sus siglas en inglés Caltrans.

## Cruces
La Ruta Estatal de California 72 es atravesada principalmente por la  I 605     en Whittier.